# Bourre (arme)
Pour les articles homonymes, voir Bourre.
 (mai 2023).
Si vous disposez d'ouvrages ou d'articles de référence ou si vous connaissez des sites web de qualité traitant du thème abordé ici, merci de compléter l'article en donnant les références utiles à sa vérifiabilité et en les liant à la section « Notes et références ».
La bourre est, dans une arme à feu primitive, le dispositif de calage, généralement d'origine végétale, du projectile (une balle sphérique en plomb) contre la charge explosive. La bourre assure une poussée uniforme sur la base du projectile. Elle sert aussi à nettoyer la lumière après chaque tir. 
Par la suite, les cartouches, notamment les cartouches de chasse, comportent aussi une bourre.
La bourre peut être accompagnée d’un calepin, dispositif entourant la balle et assurant l'étanchéité entre celle-ci et le canon, y compris dans le cas des cartouches.

## Armes à feu à balles de plomb sphériques
Au début des armes à feu, il existait deux problèmes principaux dus à la forme et à la matière de la balle : 
- lors du tir, la chaleur dégagée par la combustion de la poudre faisait fondre une fine pellicule de plomb à la surface de la balle ; cette pellicule se déposait ensuite à l’intérieur du canon et en se solidifiant encrassait l’arme ;
- les balles étant fabriquées manuellement à l'aide de moules, l’étanchéité entre la poudre et la balle n’était pas parfaite et réduisait la puissance du tir.

Dans ce cas, la bourre est un tampon qui s’intercale entre la poudre et la balle pour assurer l’étanchéité. La matière utilisée est généralement du feutre, parfois du liège ou tout simplement de la semoule versée sur la poudre avant l'introduction de la balle. La pastille de bourre a un côté graissé positionné du côté de la balle et une surface sèche du côté de la poudre.

## Armes à feu à cartouches
Dans les cartouches de chasse, la bourre a le même rôle :
- assurer une bonne étanchéité et éviter la dispersion des gaz dès que la charge a quitté la douille (elle doit être expansive)  ;
- transmettre toute la force de l’explosion aux plombs sans les déformer (elle doit être compressible).

Elle doit aussi être légère afin de ne pas augmenter la pression des gaz.
Une bourre de cartouche de chasse est généralement composée de trois couches : une couche grasse côté poudre, une mince couche de cire et une couche sèche et mince en contact avec les plombs.

## Rôle du calepin
Le calepin est une rondelle de tissu, généralement du coton, légèrement grasse, entourant la balle au moment du chargement, qui assure l’étanchéité entre la balle et le canon et évite les dépôts de plomb à l’intérieur du tube.
Certains modèles de cartouches (notamment ceux de 1874), comportent un projectile de plomb serti avec un calepin en papier sur une douille de laiton.